# Венцеслав Андрейчев
Венцеслав Харалампиев Андрейчев е изтъкнат български ядрен физик, академик на Българската академия на науките.

## Биография
Роден е в семейството на гимназиални учители. Баща му е преподавател по българска литература в Немската гимназия в Ловеч, която В. Андрейчев завършва със златен медал. Завършва с отличие Техническия университет в Дрезден през 1966 г. После специализира в областта на физиката на атомното ядро в Централния институт за ядрени изследвания в Росендорф край Дрезден, където защитава докторат (1970) и работи като щатен сътрудник в групата по ядрена спектроскопия.
Удостояван с висши отличия на Държавния съвет на Германската демократична република. Още през 1975 г. съвместно с К. Д. Шилинг и П. Манфрас публикува в списание At. Data and Nucl. Data Tables систематика на нисколежащите Е1-преходи в ядра, обхващащи почти цялата Периодична система на елементите. Тази систематика се превръща в основно помагало на теоретици и експериментатори, занимаващи се с тези проблеми.
Той е доктор на науките (1974), ст.н.с. в Института за ядрени изследвания и ядрена енергетика (ИЯИЯЕ) на БАН (1975), директор на Международната школа по ядрена физика, неутронна физика и ядрена енергетика от 1980 до 1999 г. (Школата е традиционно биенале, което се организира от ИЯИЯЕ и ФФ на СУ „Климент Охридски“), ст.н.с. I ст. (1983), гост-професор в Университета на Ню Джързи (1980 -1981), член-кореспондент (1989) и академик (1995) на БАН, ръководител на сектор „Ядрена спектроскопия и астрофизика“ и председател на Научния съвет на ИЯИЯЕ, член на Научния съвет на Обединения институт за ядрени изследвания (ОИЯИ) в Дубна. Бил е заместник-председател на ВАК, председател на експертната комисия по физика към Фонда за научни изследвания, председател на Комитета по ниски енергии към ОИЯИ. През 1994 г. е избран за член на Комисията С-14 (ядрена физика) към Международния съюз за чиста и приложна физика (IUPAP). Активно сътрудничи с ядрени физици от университета в Кьолн (П. фон Брентано) и университета в Щутгарт (У. Кнайсл).
Венцеслав Андрейчев е изтъкнат български учен, „автор и съавтор на над 300 оригинални научни труда за структурата на атомното ядро в направленията: създаване на методика за измерване на нано- и пикосекундни ядрени изомерни състояния; систематизиране на вероятностите за електромагнитни преходи в атомните ядра; усъвършенстване на съвременните ядрени модели, резултатите от които са широко използвани и отразявани от международната физическа общност. Той е създател на Обобщения метод на центъра на тежестта, който позволи да бъдат проведени за първи път серийни измервания на субнаносекундни времена на живот на ядрени състояния. Този метод, усъвършенстван и прилаган с голям успех през последните години, представлява новост в световната наука. Между неговите последни работи са и изследванията на абсолютните вероятности за преходи в екзотични ядра, които се използват като галактически хронометри и термометри в модерната астрофизика.
Със своята всеотдайна дейност и забележителни трудове акад. Андрейчев издига високо престижа на българската ядрена физика“.